# 北諸縣郡
北諸縣郡（日语：／ Kitamorokata gun */?）是日本宮崎縣轄下的一個郡。
現僅轄有以下1町：
- 三股町

過去的轄區曾包含現在的都城市。

## 歷史
- 1883年：宮崎縣從鹿兒島縣分出重新設縣，原諸縣郡被分割為兩部份，隸屬宮崎縣的成為北諸縣郡，留在鹿兒島縣的成為南諸縣郡。
- 1884年：西諸縣郡和東諸縣郡從北諸縣郡分出。
- 1889年5月1日：實施町村制，轄下設置都城町、五十市村、沖水村、志和池村、中鄉村、庄內村、高城村、山之口村、高崎村、山田村、三股村。（1町10村）
- 1891年7月4日：西岳村從庄內村分村。（1町11村）
- 1924年4月1日：都城町改制為都城市，並脫離北諸縣郡。[1]（11村）
- 1924年5月15日：庄內村改制為庄內町。（1町10村）
- 1934年2月11日：高城村改制為高城町。（2町9村）
- 1936年5月20日：五十市村和沖水村被併入都城市。（2町7村）
- 1940年2月11日：高崎村改制為高崎町。（3町6村）
- 1948年5月3日：三股村改制為三股町。[2]（4町5村）
- 1953年1月15日：山田村改制為山田町。（5町4村）
- 1956年7月15日：庄內町和西岳村合併為莊內町。（5町3村）
- 1957年3月1日：志和池村被併入都城市。（5町2村）
- 1964年11月3日：山之口村改制為山之口町。（6町1村）
- 1965年4月1日：莊內町被併入都城市。（5町1村）
- 1967年3月3日：中鄉村被併入都城市。（5町）
- 1978年5月20日：三股町的部分地區被併入都城市。
- 1983年3月25日：高城町的部分地區被併入都城市。
- 2006年1月1日：高崎町、高城町、山田町、山之口町與都城市合併為新設置的都城市，並脫離北諸縣郡。（1町）

| 1889年以前          | 1889年5月1日 | 1889年 -1944年             | 1945年 - 1954年            | 1955年 - 1989年              | 1955年 - 1989年              | 1989年 - 現在             | 現在                      |
| ------------------- | ------------ | -------------------------- | -------------------------- | ---------------------------- | ---------------------------- | ------------------------- | ------------------------- |
|                     | 三股村       | 三股村                     | 1948年5月3日 改制為三股町  | 1948年5月3日 改制為三股町    | 1948年5月3日 改制為三股町    | 1948年5月3日 改制為三股町 | 1948年5月3日 改制為三股町 |
|                     | 都城町       | 1924年4月1日 改制為都城市  | 都城市                     | 都城市                       | 都城市                       | 2006年1月1日 合併為都城市 | 2006年1月1日 合併為都城市 |
|                     | 五十市村     | 1936年5月20日 併入都城市   | 都城市                     | 都城市                       | 都城市                       | 2006年1月1日 合併為都城市 | 2006年1月1日 合併為都城市 |
|                     | 沖水村       | 1936年5月20日 併入都城市   | 都城市                     | 都城市                       | 都城市                       | 2006年1月1日 合併為都城市 | 2006年1月1日 合併為都城市 |
|                     | 志和池村     | 志和池村                   | 志和池村                   | 1957年3月1日 併入都城市      | 都城市                       | 2006年1月1日 合併為都城市 | 2006年1月1日 合併為都城市 |
|                     | 中鄉村       | 中鄉村                     | 中鄉村                     | 中鄉村                       | 1967年3月3日 併入都城市      | 2006年1月1日 合併為都城市 | 2006年1月1日 合併為都城市 |
|                     | 庄內村       | 1924年5月15日 改制為庄內町 | 1924年5月15日 改制為庄內町 | 1956年7月15日 合併為莊內町   | 1965年4月1日 併入都城市      | 2006年1月1日 合併為都城市 | 2006年1月1日 合併為都城市 |
| 1891年7月4日 西岳村 | 庄內村       |                            |                            | 1956年7月15日 合併為莊內町   | 1965年4月1日 併入都城市      | 2006年1月1日 合併為都城市 | 2006年1月1日 合併為都城市 |
|                     | 高城村       | 1934年2月11日 改制為高城町 | 1934年2月11日 改制為高城町 | 1934年2月11日 改制為高城町   | 1934年2月11日 改制為高城町   | 2006年1月1日 合併為都城市 | 2006年1月1日 合併為都城市 |
|                     | 山之口村     | 山之口村                   | 山之口村                   | 1964年11月3日 改制為山之口町 | 1964年11月3日 改制為山之口町 | 2006年1月1日 合併為都城市 | 2006年1月1日 合併為都城市 |
|                     | 高崎村       | 1940年2月11日 改制為高崎町 | 1940年2月11日 改制為高崎町 | 1940年2月11日 改制為高崎町   | 1940年2月11日 改制為高崎町   | 2006年1月1日 合併為都城市 | 2006年1月1日 合併為都城市 |
|                     | 山田村       | 山田村                     | 1953年1月15日 改制為山田町 | 1953年1月15日 改制為山田町   | 1953年1月15日 改制為山田町   | 2006年1月1日 合併為都城市 | 2006年1月1日 合併為都城市 |